# The Money Channel
The Money Channel a fost singura televiziune de business din România, parte a grupului Realitatea Media.
A început să emită la data de 1 mai 2006.
"The Money Channel, televiziunea mediului de afaceri din România, s-a relansat  luni, 8 aprilie 2013, venind în întâmpinarea publicului larg cu o noua direcție, o nouă abordare și o nouă echipă de profesioniști. 
Noul The Money Channel își propune să fie o punte de legătură între mediul economic, politic și social, devenind astfel vocea tuturor oamenilor de afaceri din România, de la micii întreprinzători la marii investitori. Postul tv vrea să contribuie la stabilizarea mediului de business românesc, la promovarea antreprenoriatului și la transparentizarea tuturor proceselor economice în care se regăsesc oamenii de afaceri din economia românească. Astfel, Noul The Money Channel va urmări cu atenție felul în care guvernul încurajează și ajută dezvoltarea mediului de afaceri, punând prin politica editorială accent pe companiile mici și mijlocii și având orientare preponderență către 4 mari domenii de business: industrii inovative (IT&C), turism și promovare națională, construcții si imobiliare, agricultură si siguranță alimentară. 
The Money Channel a luat naștere în primăvara anului 2006, când grupul de presă Realitatea Media a găsit oportunitatea să construiască un post de televiziune dedicat domeniului economic. În 2013, noul The Money Channel, televiziunea de business a României, face în continuare parte din grupul Realitatea Media.
Noul The Money Channel revine pe piața audiovizualului cu o echipă de jurnaliști profesioniști precum ziariști economici Daniel Apostol, Constantin Rudnitchi, Radu Preda sau Lucian Pop, jurnalistul de știri Alex Ferariu, Horia Alexandrescu si Viorel Popescu sau vedeta de televiziune consacrată Mircea N.  Stoian, pe care îl regăsim într-un format nou, serios dar atractiv.
Grila de programe a noului The Money Channel are un content cu tematică business în proporție de 60% și business lifestyle în proporție de 40%, oferind preponderent programe și emisiuni dedicate unor sectoare și domenii economice și de afaceri, fără neclarități, fără părtinire și fără aspecte de cancan. Noul The Money Channel propune publicului o serie de programe atractive, precum Business Breakfast (matinal prezentat de Anda Negruș si Constantin Opriș), Market Report (dezbatere economică prezentată de Constantin Rudnitschi), Ora nouă (dezbatere economică prezentata succesiv de Daniel Apostol și Radu Preda), News Line (știri prezentate de Alex Ferariu), Pressing (revista presei prezentată de Mircea N. Stoian) si Modele de succes (emisiune gazduită de Lucian Pop). Totodată, având o paletă diversificată de programe, The Money Channel oferă publicului și emisiuni de profil, noi și interesante, cum ar fi : Business Boutique, Metropolis, Turist în țara mea, De garda sau Events.
Începând cu data de 01 octombrie 2013 televiziunea mediului de afaceri , The Money Channel, demarează o campanie prin care promovează relansarea economiei naționale : „The Money Channel Susține Economia României’’. 
Pe 14 aprilie 2015, televiziunea The Money Channel și-a întrerupt emisia, arătând pe ecran sigla postului TV și mesajul Revizie tehnică. Motivul ar fi că licența postului va expira pe data de 25 aprilie 2015, rezultând posibila închidere a postului de televiziune.